# Rovine della cattedrale di San Paolo
Emblema della città di Macao, le rovine della cattedrale di San Paolo (portoghese: Ruínas de São Paulo, cinese: 大三 巴 牌坊, pinyin: dàsān bā páifāng) sono i resti di un complesso eretto nel XVI secolo nell'allora colonia portoghese, oggi regione della Cina, e che comprendeva il collegio di San Paolo e la chiesa della Mater Dei, detta anche di San Paolo Apostolo. Oggi rimangono solo la scalinata e l'imponente facciata in stile barocco. Nel 2005 le rovine sono state inserite nell'elenco dei siti patrimonio dell'umanità dall'UNESCO, insieme a tutto il centro storico di Macao.

## Storia e descrizione

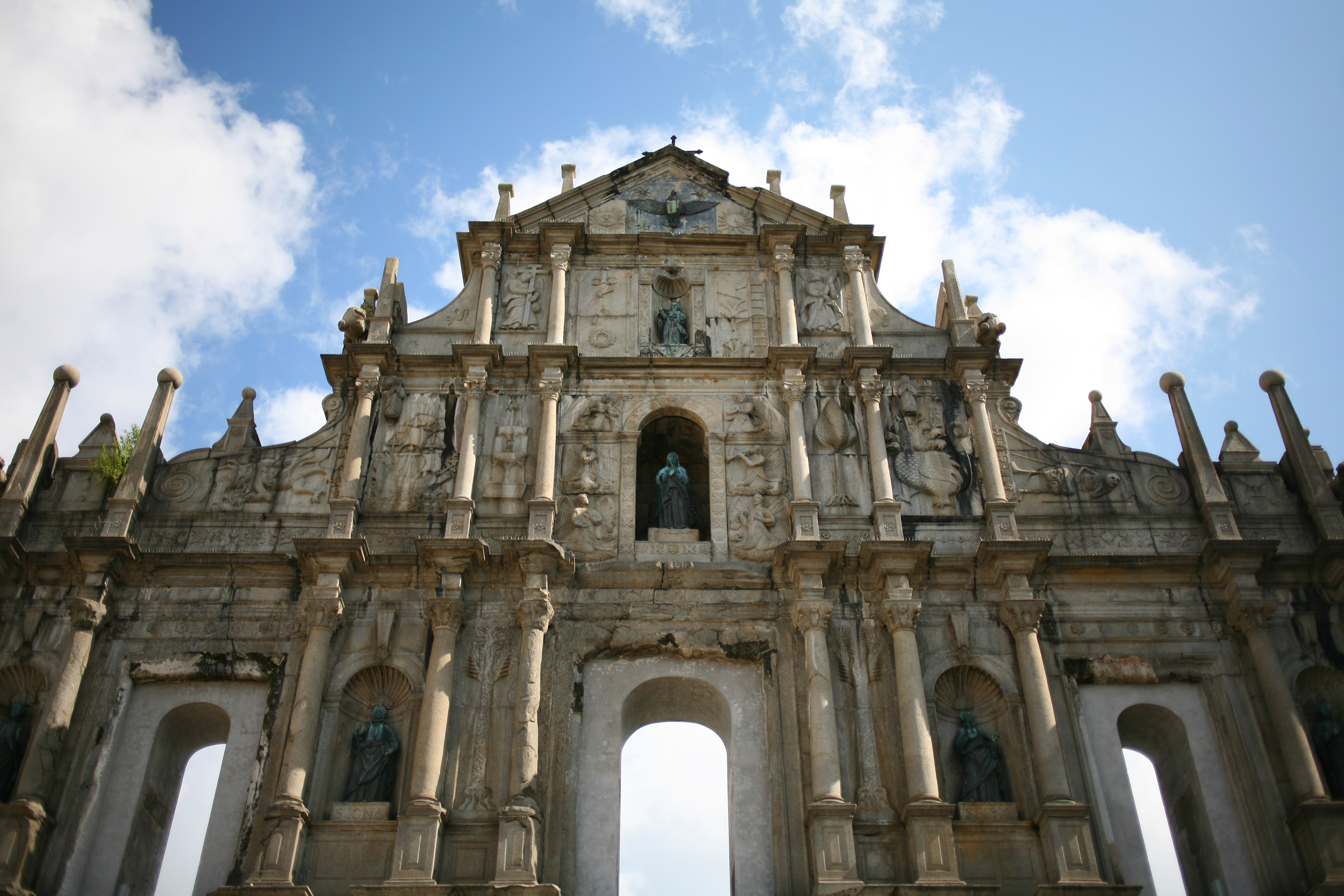
Dettaglio della facciata

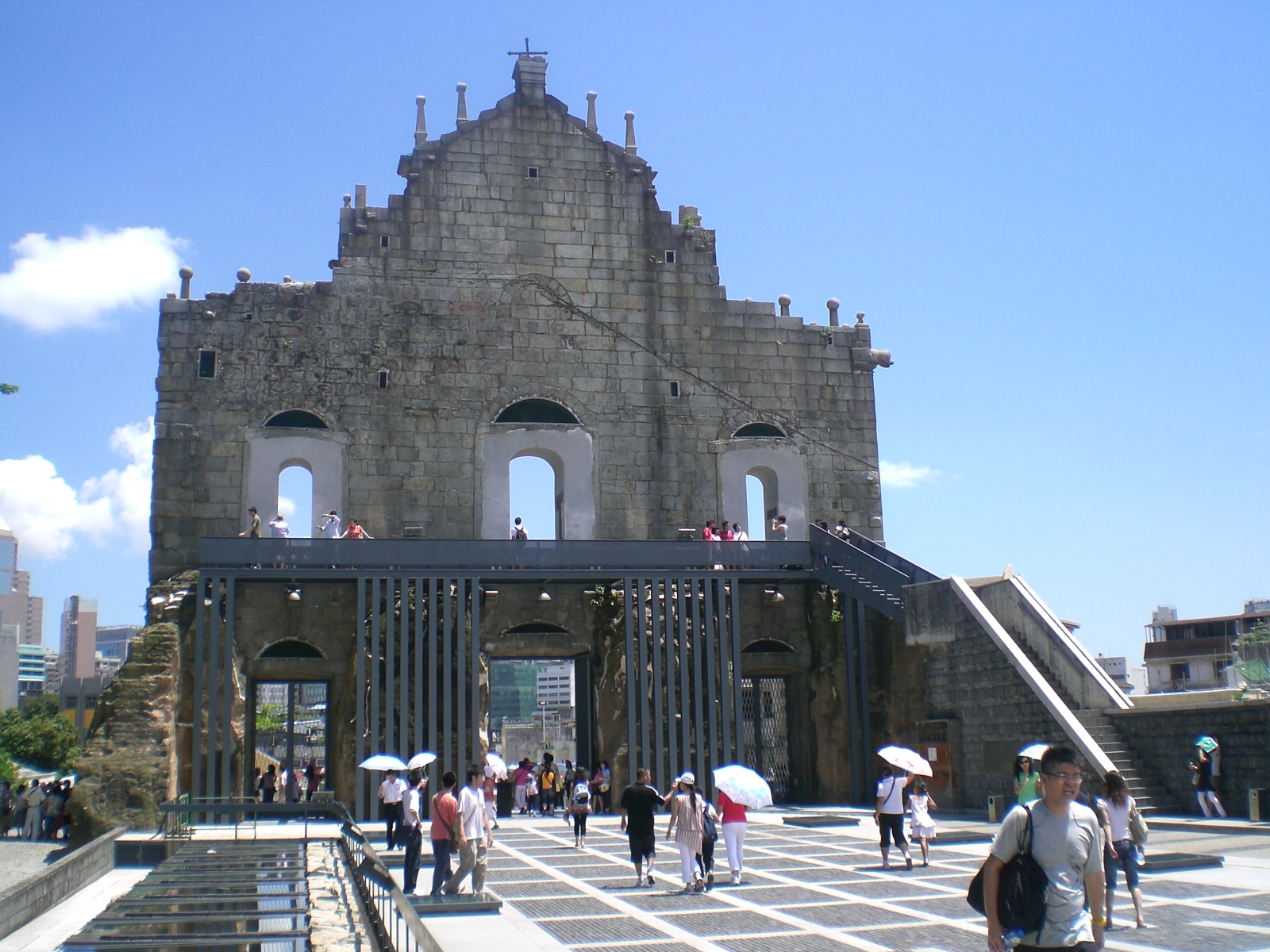
Il retro della facciata

Una prima chiesa dedicata alla Mater Dei venne eretta nel 1563 dai gesuiti Francisco Perez e Manuel Teixeira; distrutta da un incendio nel 1601 fu prontamente ricostruita tra il 1602 ed il 1637, prendendo come modello la chiesa del Gesù di Roma. Il nuovo edificio sacro fu progettato dal missionario gesuita genovese Carlo Spinola (1544-1622) e costruito impiegando maestranze locali cinesi e operai giapponesi cristiani fuggiti dal Giappone a causa delle persecuzioni durante le quali, nel 1622, lo stesso Spinola venne martirizzato a Nagasaki per poi essere proclamato beato nel 1867.
In seguito i gesuiti aggiunsero al complesso il collegio di San Paolo, fondato da padre Alessandro Valignano, la prima università sorta in Asia. Vennero poi espulsi da Macao nel 1762 e da quella data il complesso venne abbandonato e adibito a caserma. Nel 1835 un incendio scoppiato nelle cucine della caserma distrusse completamente il complesso, lasciando integra la sola facciata e la lunga scalinata che conta sessantotto gradini. Le fiamme distrussero anche la biblioteca, che al tempo era una delle più grandi dell'Estremo Oriente.
Densa di messaggi simbolici biblici, la facciata della chiesa della Mater Dei è strutturata in cinque ordini sovrapposti, l'ultimo dei quali contiene una grande colomba bronzea, simbolo dello Spirito Santo, affiancata dal Sole, dalla Luna e dalle stelle. Al di sotto una statua del Gesù Bambino e i simboli della Crocifissione. Nel terzo ordine una raffigurazione della Madonna assunta in cielo affiancata da bassorilievi raffiguranti angeli musicanti e angeli oranti, una peonia, simbolo della Cina, e un crisantemo, simbolo sacro del Giappone. A destra della Vergine un albero della vita e Maria che schiaccia sotto i talloni un'idra con sette teste (i sette peccati mortali) e un drago; a sinistra un bassorilievo raffigurante una nave (la Chiesa), guidata da una stella in una tempesta (il Peccato). Ai lati estremi uno scheletro adagiato (a destra) e un drago morente (a sinistra). Nel secondo ordine quattro nicchie contenenti le statue di quattro santi gesuiti: Francesco Borgia; Ignazio di Loyola, fondatore dell'Ordine; Francesco Saverio, apostolo dell'Estremo Oriente e Luigi Gonzaga.